# یواس‌اس دیوی
یواس‌اس دیوی ممکن است به یکی از موارد زیر اشاره داشته باشد:
- یواس‌اس دیوی (دی‌دی-۳۴۹)
- یواس‌اس دیوی (دی‌دی‌جی-۱۰۵)
- یواس‌اس دیوی (دی‌دی‌جی-۴۵)
- یواس‌اس دیوی (وای‌اف‌دی-۱)